# 電子増倍管

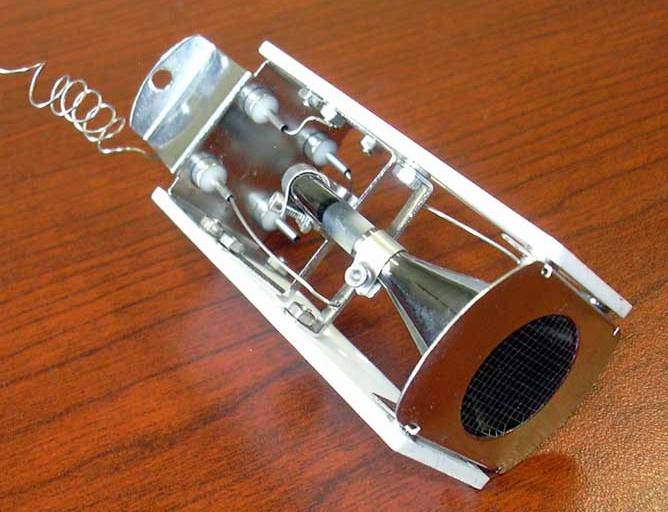
連続ダイノード型電子増倍管

電子増倍管（でんしぞうばいかん、英: Electron multiplier tube、EM管）とは、二次電子放出と呼ばれる現象を利用して、入射した電荷を増加させる構造の真空管の事である。

## 原理
入射された荷電粒子（イオン、電子）を酸化ベリリウムなどの二次電子放出材料でコーティングされたダイノードに衝突させる事で、衝突した箇所から2個以上の二次電子の放出を繰り返させ、増幅された電子を陽極で電流として検出する。
ダイノードの種類による分類
ディスクリート・ダイノード型
光電子増倍管の図（光電効果によって放出された電子をディスクリート・ダイノード型の電子増倍管で増幅し、陽極で検出している）
連続ダイノード型（チャンネル型エレクトロンマルチプライヤー：CEM）
抵抗をもったダイノードによって作られた連続ダイノード型の図

## 用途
用途の一例
- 光電子増倍管
- シンチレーション検出器（放射線検出器）
- 質量分析法